# Spinning
Spinning je slovo odvozeno od slovního základu anglického slova spin (rotace, točení, otočka) v přítomném průběhovém tvaru s koncovkou -ing. Významově se jedná o pojmenování pohybu (činnosti) s točivým momentem.
Výraz se užívá po celá staletí v oblasti průmyslu, obchodu, zemědělství a sportu a to hlavně v souvislosti s vyjádřením onoho „točivého momentu“.
Ve sportu se jedná o vysoce účinné kardiovaskulární skupinové cvičení.

## Historie a vývoj slova "spinning"

### Průmysl
Je známo, že anglický výraz "spinning" byl nejvíc užíván v textilním průmyslu (kolovrat, předení, spřádání, spřádací stroj), ovšem časem se rozšířil i do jiných oblastí, ale vždy byl použit, aby obsahově popisoval „točení“ či „otáčení“. Například příznačné užití je pro sušičky, odstředivky a pračky, kde se výraz spinning užívá v souvislosti s otáčecím válcem, totéž kolovrat (angl. spinning wheel), v automobilovém průmyslu (angl. spinning wheel, spinning car).

### Sport

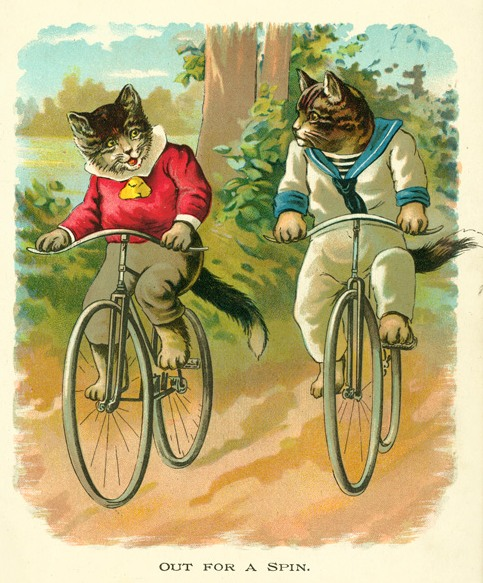
Použití slovesa "spin" ve smyslu jízdy na kole, ca 1880

Z oblasti sportu byl a stále je užíván ve spojení s rybolovem (Spin fishing),,, yachtingem, karatem, tancem, bruslením, bojovým uměním a zejména také v souvislosti s cyklistikou (angl. spinning, spinning wheel, spinning bike, spin bicycle aj.).
Anglický výraz "spin" či v průběhovém tvaru "spinning" byl užíván v souvislosti s klasickou cyklistikou již na přelomu 19. a 20. století právě pro točivý pohyb nohou na pedálech či přímo coby sloveso charakterizující jízdu na kole. Používání obecného pojmu spinning ve spojení „SPINNING THE BIKES“ (1894) nebo „SPINNING WHEEL“ nebo „SPIN BICYCLE“ je zřejmé z mnoha archívních článků uveřejněných v novinách a časopisech,,,,,, v mezinárodních patentech, v odborných publikacích o cyklistice z 60. a 70. let 20. století a dalších.
Kupříkladu patent z rok 1983 přímo definuje slovo "spinning": "při spinningu (otáčení pedálů nohama)" (angl. "during spinning (rotating the crank with the feet).").
Ve sportu bylo obvyklé, že pojmenování sportovní aktivity se odvozovalo od převažující užité dominantní pomůcky či nářadí či pohybu.
Spinning v České republice je od 90. let 20. století znám také jako skupinové cvičení na stacionárním kole, provozované s hudbou podle různých metodik. Stacionární kolo se v tomto cvičení často označuje jako spinner či spiner a taktéž výrobci kol často pojmenovávají tyto kola příznačně, např. Spinbike či Spinner. Provozovatelé a veřejnost pojmenovávají odnože tohoto sportu různě, např. Indoor cycling®, Spin-biking, Cycling, Aquaspinning, SPINNING®, Schwinn®, Kranking®, Aerospinning® aj., ovšem v podstatě je tím myšlena aktivita obecně známá jako spinning.
Základy cyklistiky na stacionárních kolech byly položeny dlouho před 90. lety 20. století, neboť tendence skupinových tréninků a soutěží z oblasti cyklistiky přemístěných pod "střechu" započaly již v I. polovině 20. století. Tak, jak se vyvíjel,, po celé století samotný sport, tak se s dobou vyvíjela stacionární kola i jeho název.

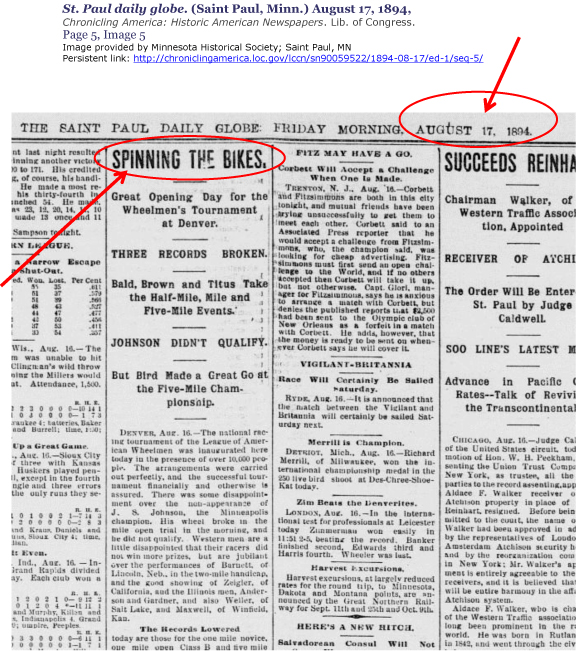
Použití slova "spinning" ve spojení s cyklistikou z roku 1894

Zprvopočátku byla klasická cyklistická kola umístěna na otáčecí válce tak, aby simulovala skutečnou jízdu cyklisty bez toho, že by se fyzicky kolo pohybovalo. Válce byly zapojeny na měřič, který stanovoval rychlost a délku simultánně ujeté trasy.
Citace z US patentu č. 678673 z roku 1900: „…Tohoto efektu dosáhnu připevněním přístrojů, aby se fyzicky nepohybovaly a přenosem pohybu rychle se točícího jízdního kola na zástupný stroj, který cestuje po menším okruhu a tím se docílí iluze závodění.“ (angl. "…This end I attain by mounting the machines so that they do not move bodily and by transmitting the movement of a rapidly-spinning driving-wheel to a dummy machine which travels on a small track, and by these means the racing effect is attained.")
Tímto byl dán základ pro skupinový trénink umístěný pod "střechou", který podnítil řadu technických a technologických inovací ze světa cyklistiky.
Časem otáčecí válce nahradil podstavec umístěn místo zadního kola a následným vylepšováním vznikaly první cyklistické trenažéry – tzv. stacionární kola. Jak je zřejmé, tato sportovní aktivita se dále popularizovala i v období 40. až 80. let 20. století.

V 70. a 80. letech 20. století zažívají stacionární kola COME BACK do fitness center a do pohodlí domova.
Dálkový cyklista Jonathan Goldberg, známý jako Johnny G., v rámci svých tréninků v 80. letech 20. století sestavil cvičební program Spinning a inovoval stávající stacionární kolo SCHWINN. Rozšíření svého programu v rámci Evropy svěřil společnosti Schwinn (výrobce kol), která tento program provozovala v Evropě do poloviny roku 2002 pod názvem SCHWINNING a na kolech Schwinn. Později, po roce 2002, dochází k reorganizaci a aktivity kolem tohoto programu v rámci Evropy řídí sama společnost Mad Dogg Athletics Inc., kterou Goldberg založil. Ochranná známka SCHWINN®, Schwinning® zůstává dál v držení výrobce kol a společnost Mad Dogg Athletics pro svůj holistický program v rámci Evropy zavádí pro svůj produkt oficiální označení – graficky upravený obecný název spinning.
Pro odlišení od obecného názvu byla firmou Mad Dogg Athletics Inc. vypracována přesná pravidla užívání označení, kdy například by nemělo být označení užito jako sloveso nebo skloňováno, v každém případě pokud je míněn jejich oficiální program, měl by být psán velkým počátečním písmenem nebo velkými tiskacími. Navíc k názvu jako obecné popsání aktivity se uvádí indoor cycling, nikoliv spinning. Dříve se tento program uváděl v kombinaci slov Schwinn SPINNING®, dnes už je presentován jenom jako Indoor cycling SPINNING®.

Veřejnost spinning vnímá jako jízdu na stacionárním kole nebo rotopedu v posilovnách nebo doma. Provozovatelé tohoto sportu vypracovávají pro spinning různá pravidla a metody a tyto odlišují pak příznačnými chráněnými názvy jako Schwinn®, Indoor cycling SPINNING®, Real Ryder®, Aerospinning®, SpinBike®, Hybrid-spinn®, Kranking® a další. Nejčastější užívaná metoda těmito provozovateli se odvíjí od skupinového cvičení, které dnes už může být provozováno nejen ve spinningových sálech /tedy indoor/, ale i venku nebo ve vodě. Proto se postupně upouští od zastaralého spojení indoor spinning nebo indoor cycling a nejčastěji zůstává u jednoduchého označení „spinning“. Spinningem původně byla nazývána klasická cyklistika, pro kterou se užívalo také označení cycling, bicycling, riding, go to spin. Při umístění cyklistických kol do místnosti na podstavec se pak příznačně nazývalo indoor spinning, což nejvíc vystihovalo skutečný děj /nepohybující se kolo, umístěné uvnitř/. Indoor cycling /sálová cyklistika/ jako sport existuje i dnes a se spinningem má jen společné jmenovatele: cyklistu, kolo a pedály. Rozdíl je v tom, že u sálové cyklistiky se kolo pohybuje vpřed u spinningu nikoliv. Dnes už není tak příznačné pro klasickou cyklistiku užívat označení „spinning“ /i když výjimky se stále najdou/, neboť postupem času se zažilo označení spinning pro pohyb na kole, které se nepohybuje.

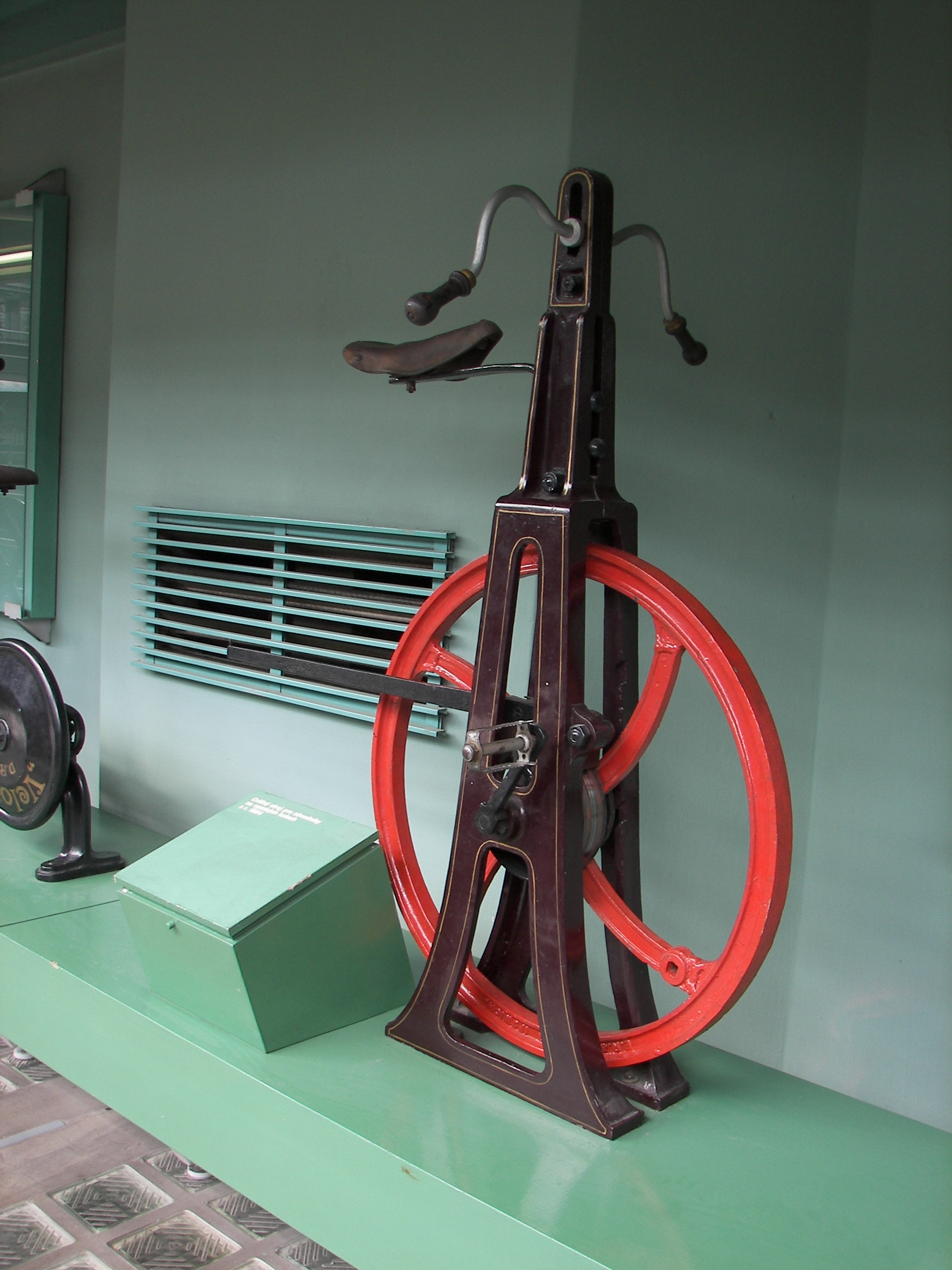
Trenažér z roku 1884 umístěný v Národním technickém muzeu, Praha
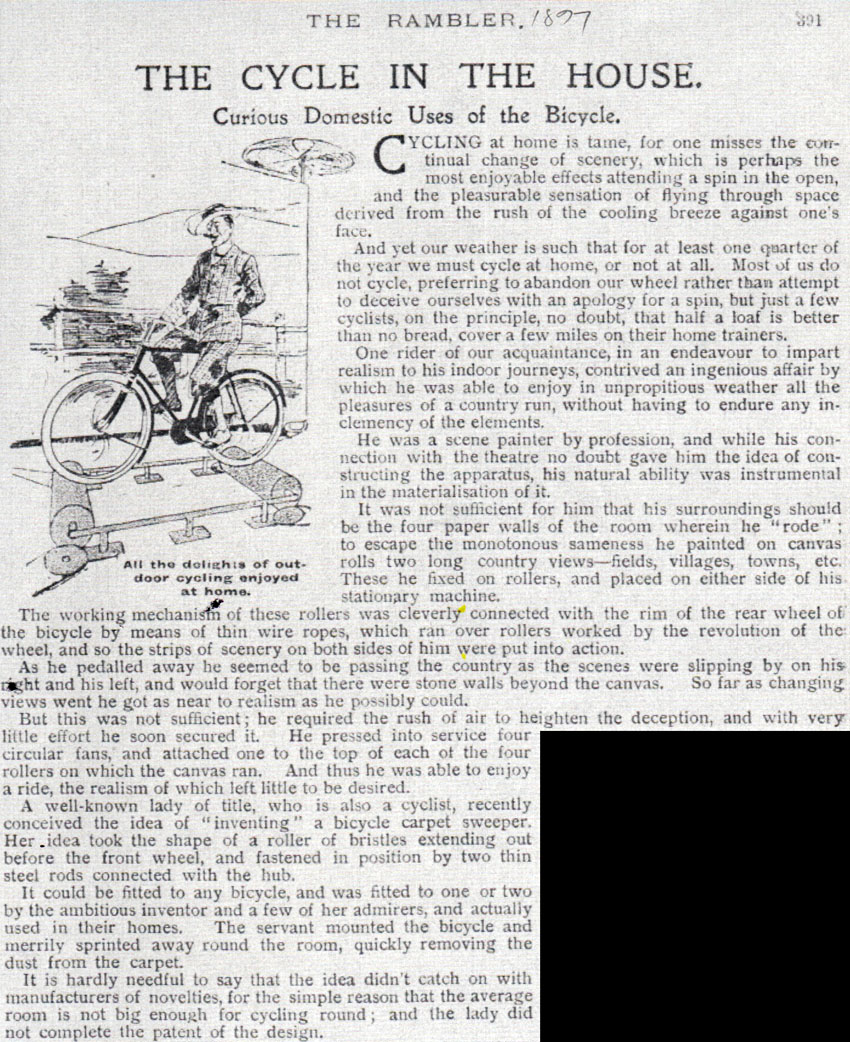
Článek o domácím cyklistickém trenažéru spinu, rok 1897
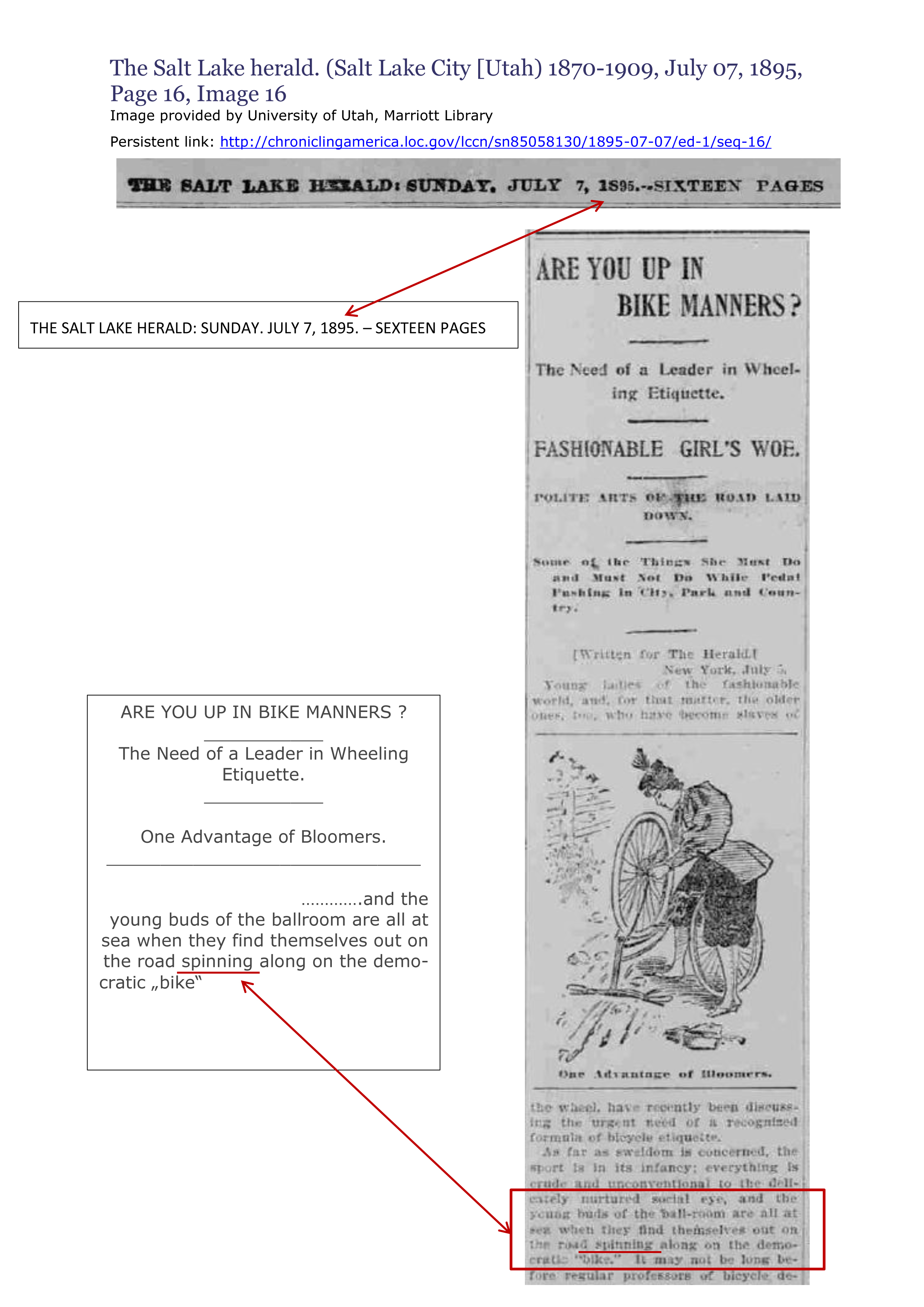
Příklad: článek ze dne 7.7.1895 v novinách The Salt Lake Herald – použit "spinning" v souvislosti s klasickou cyklistikou
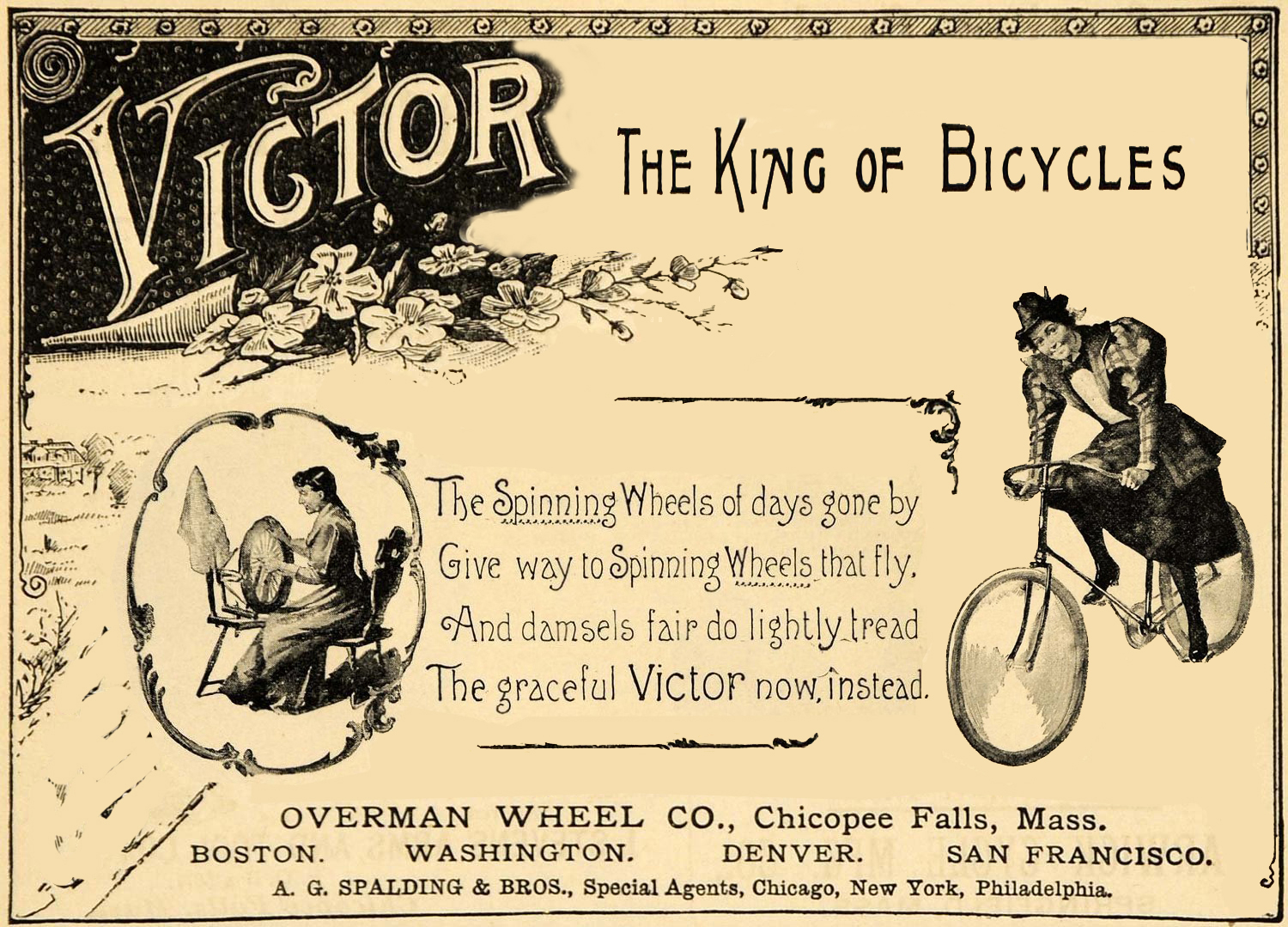
Overman Wheel Co., výrobce kol, 1895; byl známý užíváním dvojsmyslnosti významu slova spinning ve svých sloganech. Překlad: Dobovým kolovratům [Spinning Wheels] odzvonilo, uvolněte cestu kolům [Spinning Wheels], která létají. A místo toho sličné dívčiny si zlehka vyšlapují nyní na elegantním [kole] Victor.
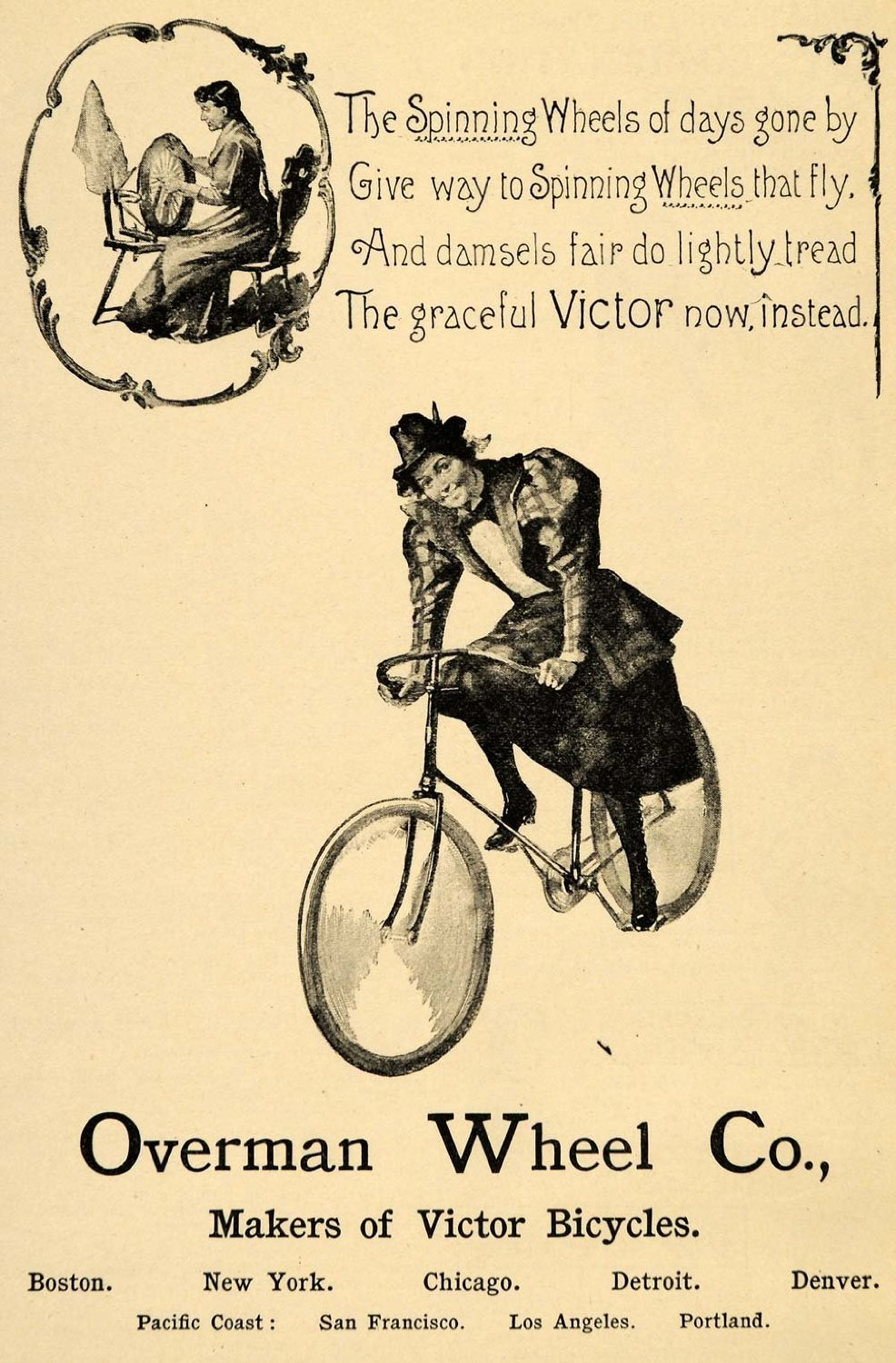
Reklamní letáček (1895) s dvojsmyslným významem slova "spinning" zdůrazňující, že předení u kolovratu začíná být minulostí a propagující moderní dobu – "spinning" na kolech Victor od výrobce Overman Wheel Co.
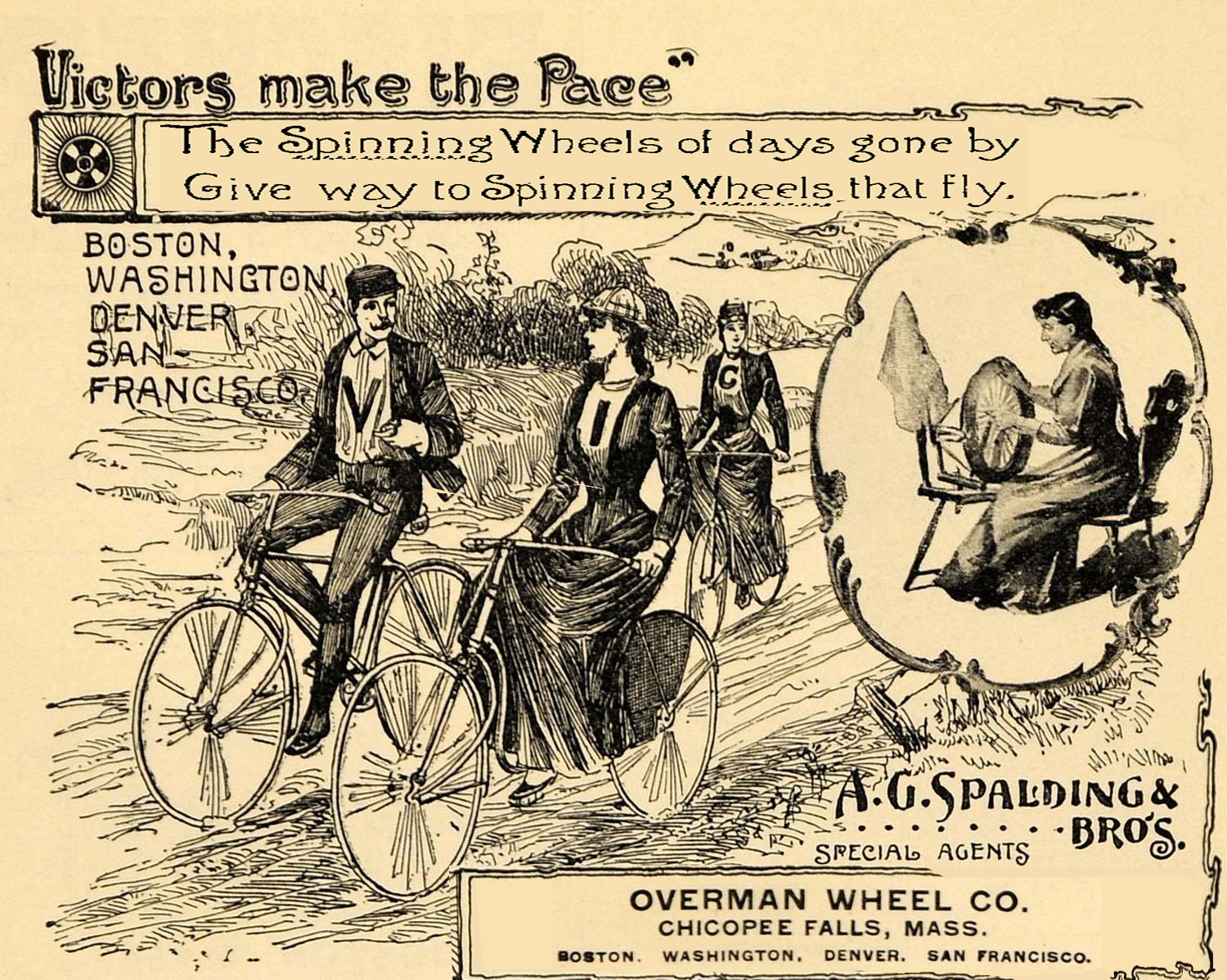
Také samotní prodejci kol Viktor využívali nápaditosti dvojsmyslného výrazu "spinning wheels" ve svých sloganech, 1895. Překlad: Dobovým kolovratům [Spinning Wheels] odzvonilo, uvolněte cestu kolům [Spinning Wheels], která létají.
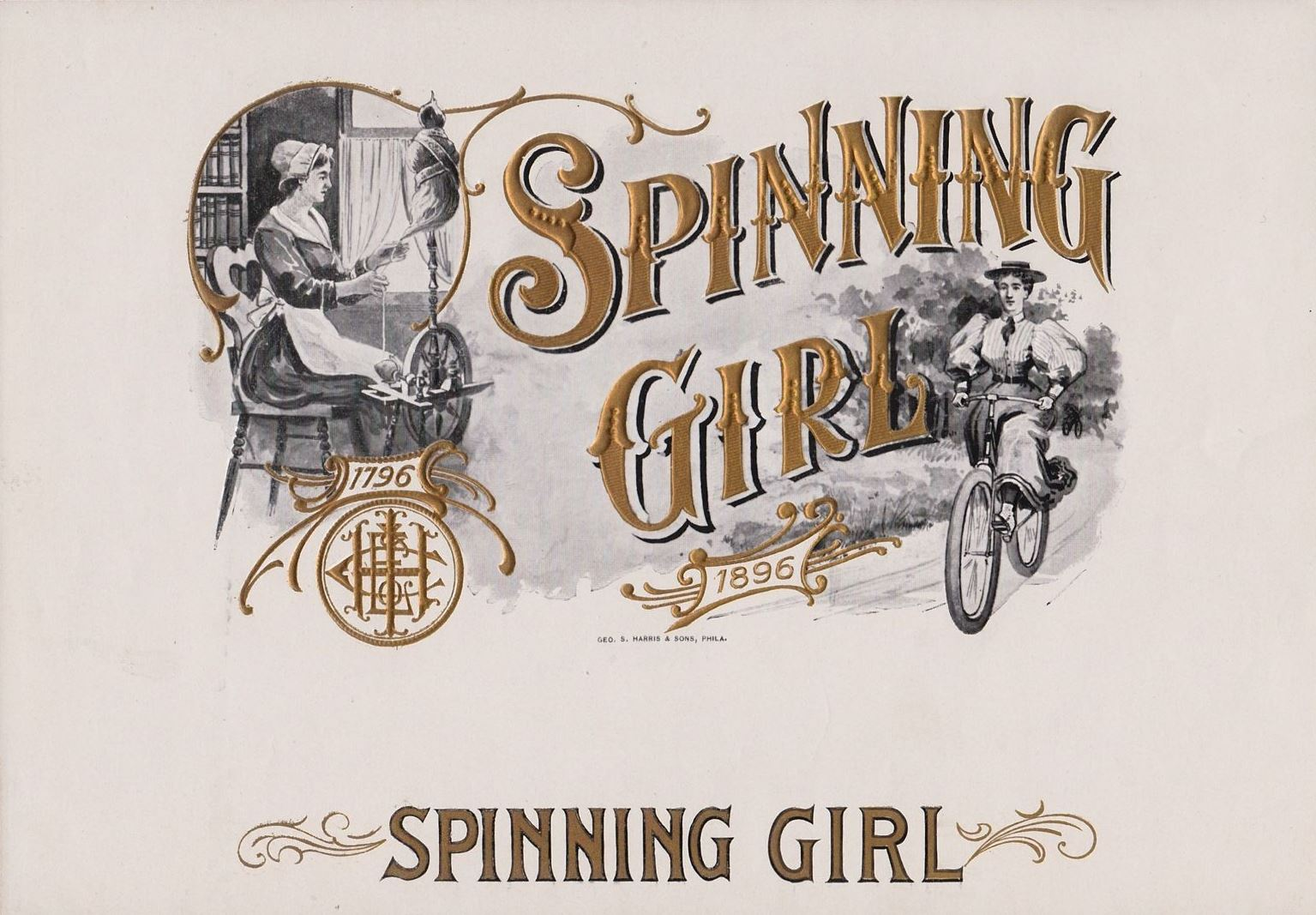
Spinning Girl on Cigar Label Sample Art, 1896, dívka šlapající [spinningující] na bicyklu – historický štítek humidoru (dřevěné kazety na doutníky). Dílo s reliéfem ze skutečného zlata, práce společnosti Geo.S.Harris & Sons, Philadelphia, výrobce nápaditých litografických nálepek na obchodní krabice na doutníky, je příkladem dalšího užití výrazu "spinning" ilustrující pokrok, jaký učinili ženy za 100 let. V r. 1796 spřádaly [spinning] přízi, zatímco v roce 1896 spinningují po cestě pro cyklisty. Opět užita dvojsmyslnost výrazu "spinning".
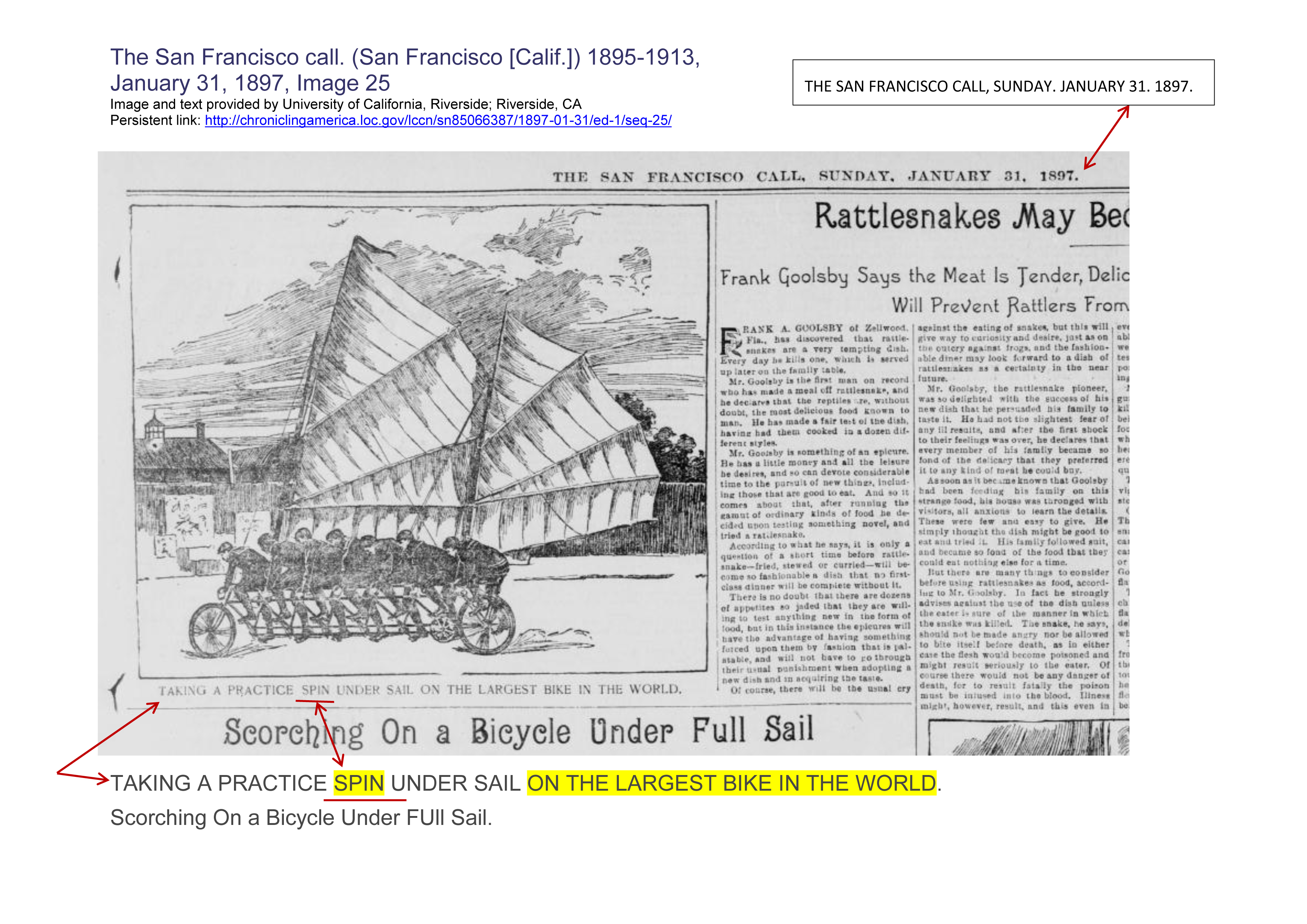
Příklad: článek ze dne 31.1.1897 v novinách The San Francisco – použit slovní základ "spin" v souvislosti s jízdou na největším kole světa
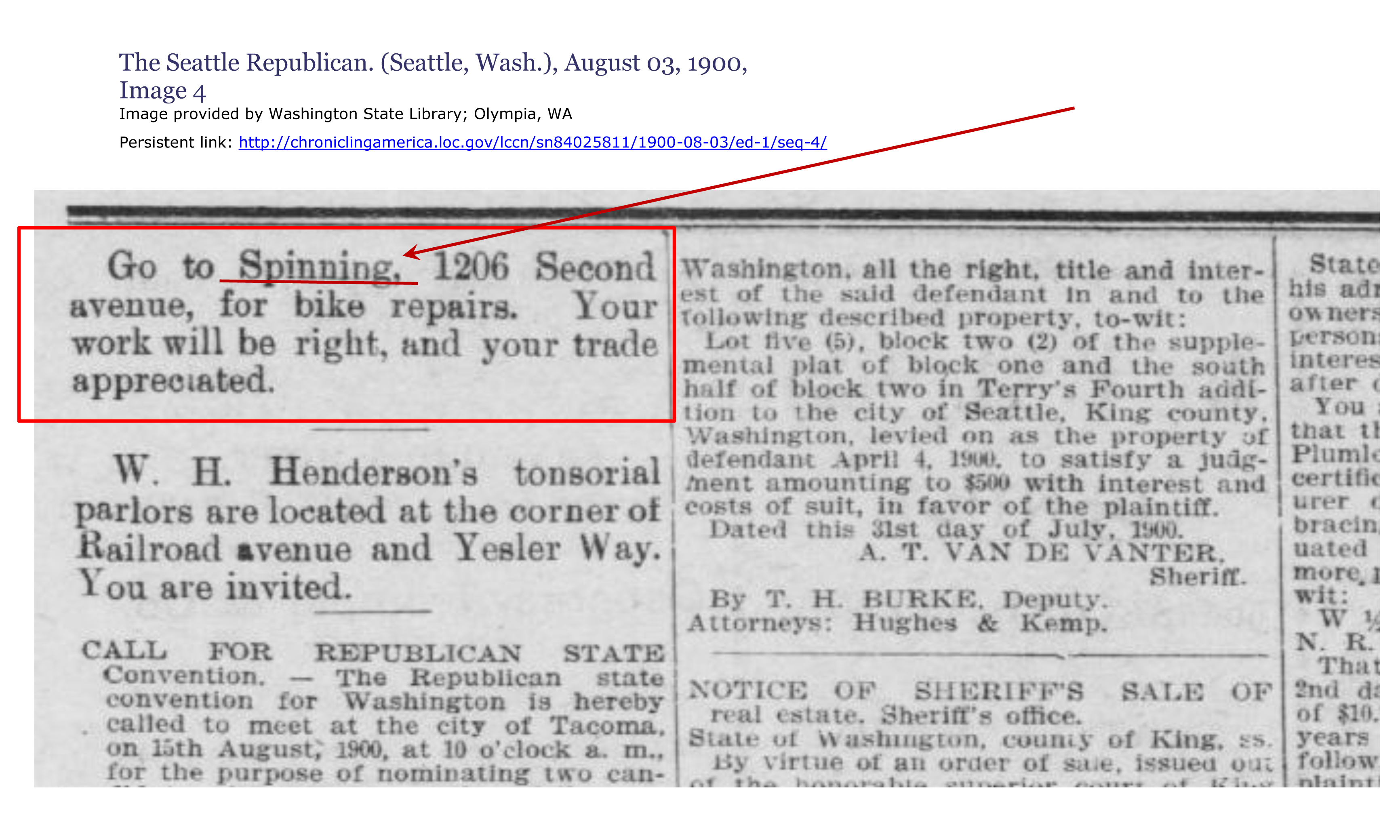
Příklad: inzerce opravny kol ze dne 3.8.1900 v novinách The Seattle Republican – kde je klasicky použit "spinning" ve smyslu jízdy na kole /"Go to Spinning"/
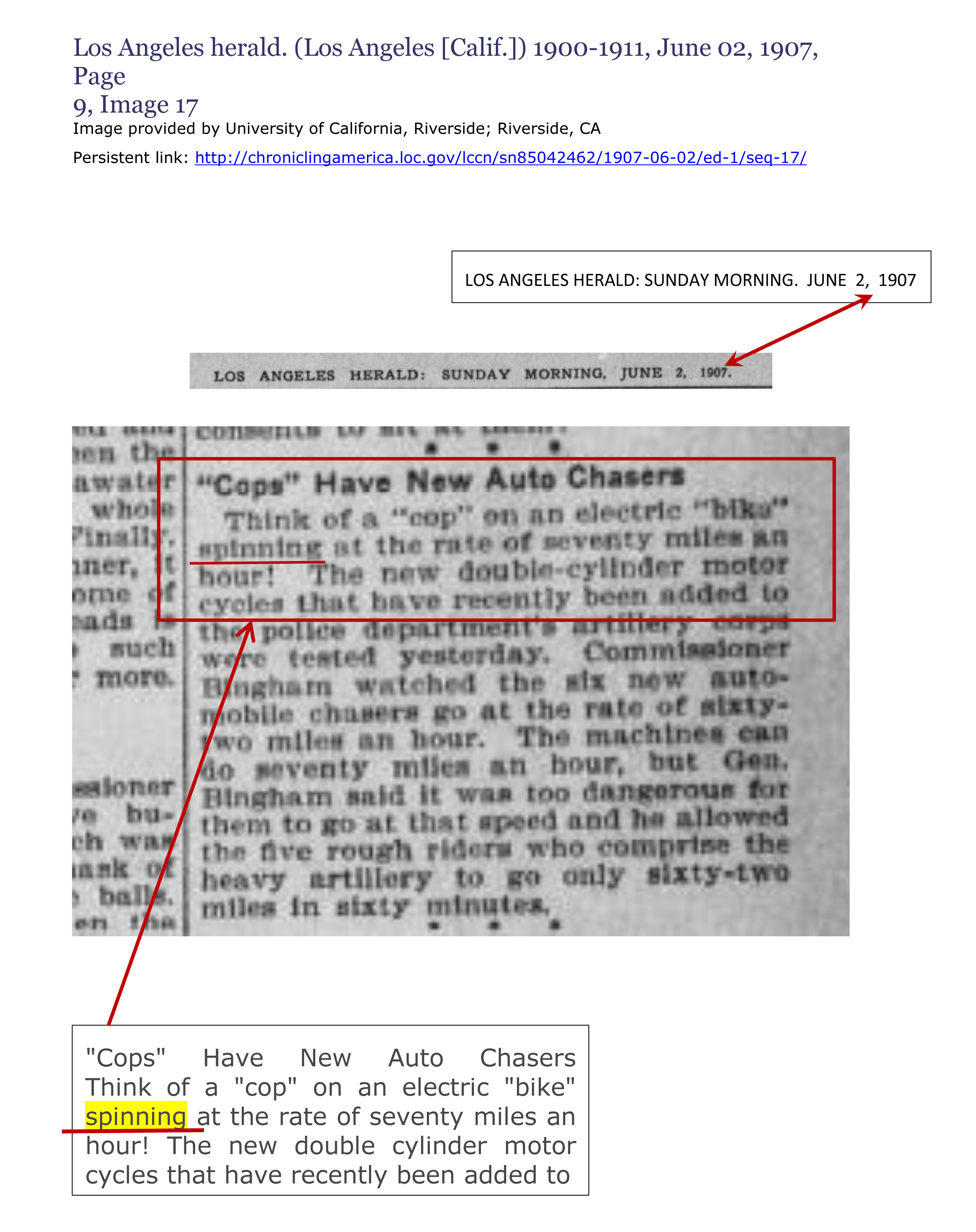
Příklad: článek ze dne 2.6.1907 v novinách Los Angeles Herald – použití "spinning" v souvislosti s testováním elektrického kola dosahující až 70 mil za hodinu, kterými bylo nově vybaveno policejní oddělení
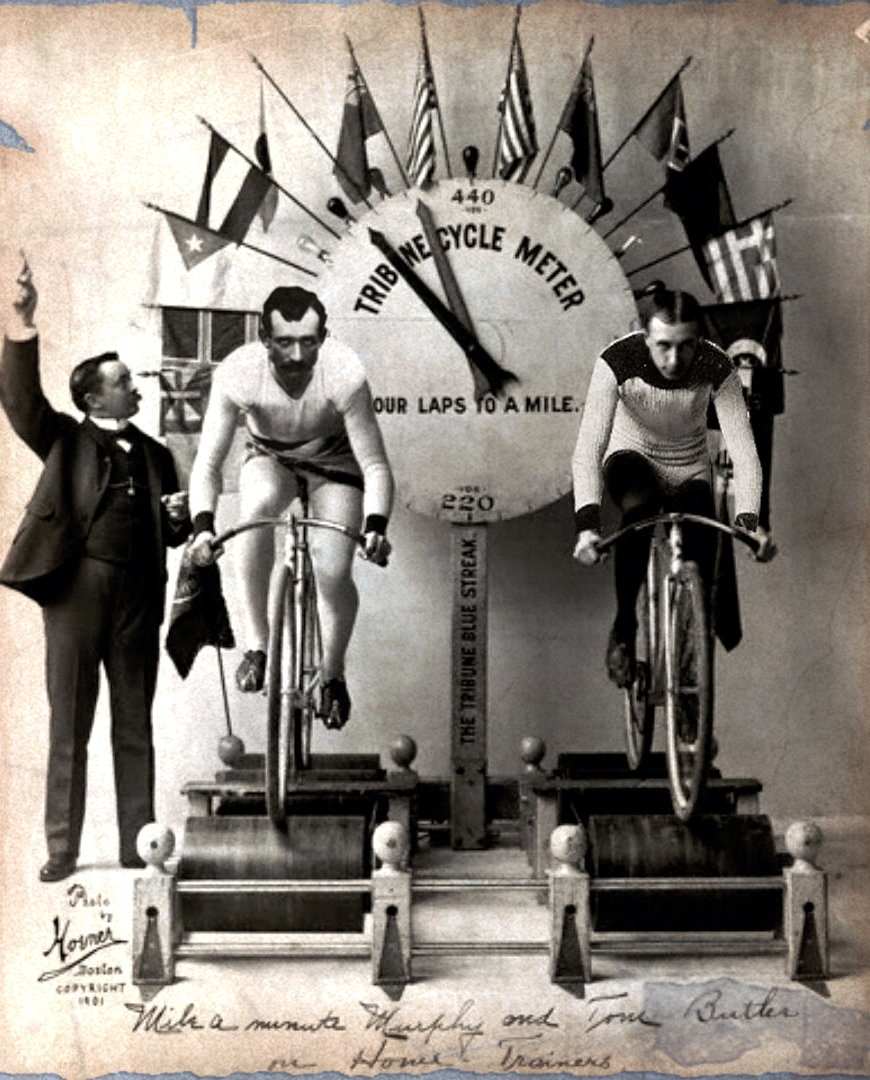
spinning on roller; Klasická kola umístěna na otáčecí válce a zapojena na měřič rychlosti.
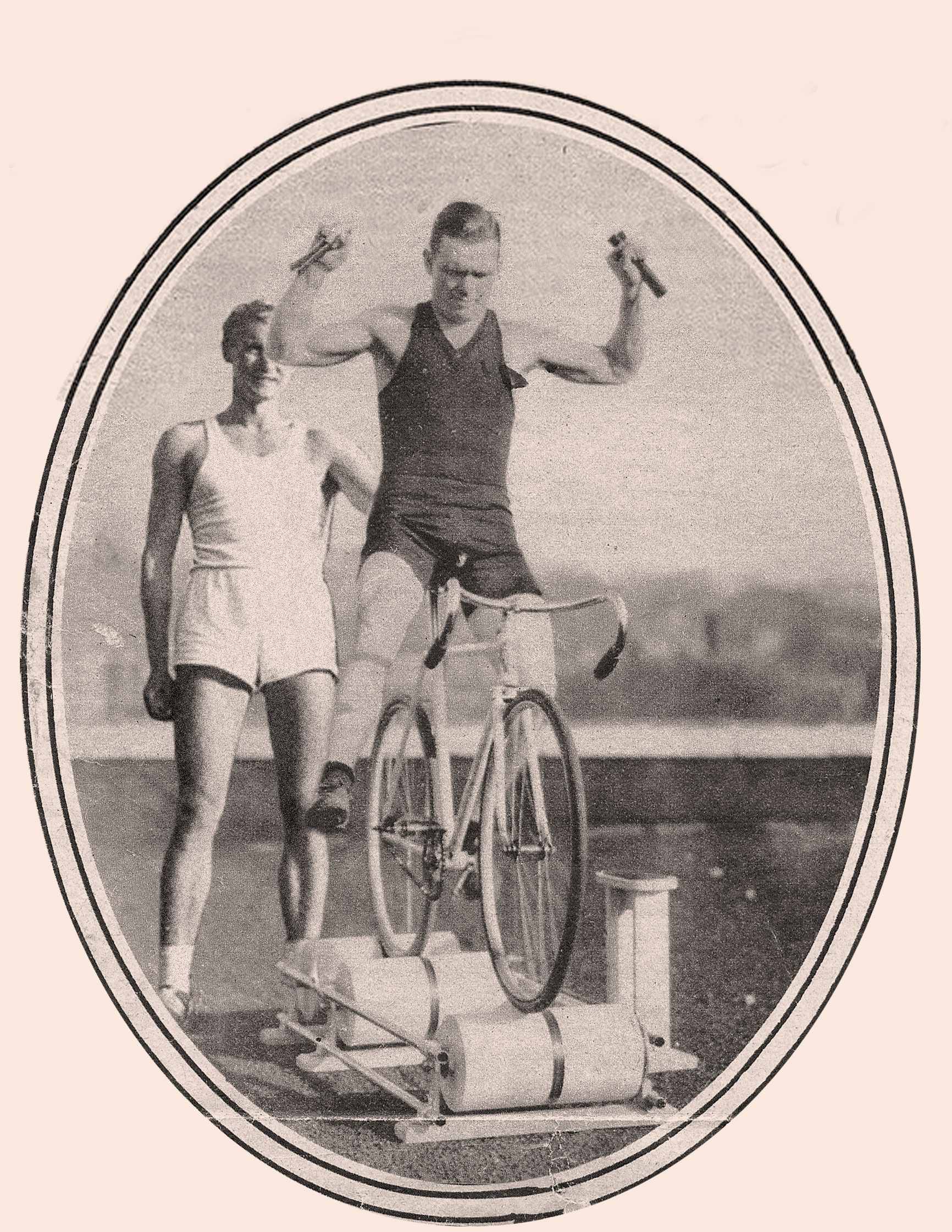
Spinning driving wheel
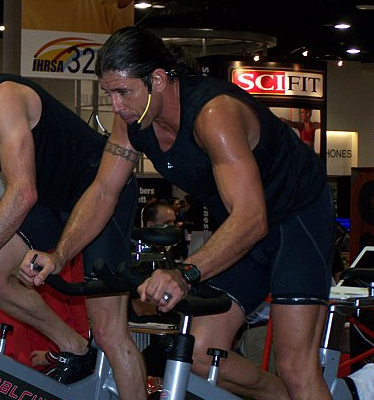
Trenér spinningu Billy Garcia
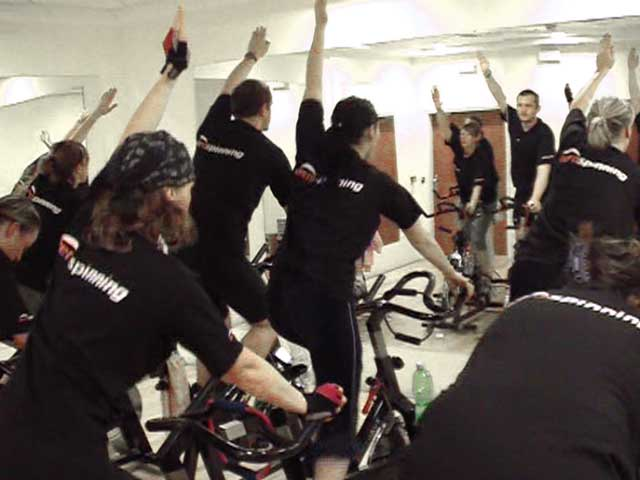
Novodobá forma spinningu kladoucí důraz na techniky aerobiku.

## Definice "spinningu"
Je obvyklé, že ve sportovním odvětví se většinou pohybové aktivity uvádějí s koncovkou –ing /dancing, cycling, skiing, diving, sailing, surfing, kranking/. Spinning je odvozen z anglického slova spin (rotace, točení, otočka) a při doplnění koncovky –ing, dochází ke zdvojení –n.

V cyklistice byl spinning použit pro jízdu na kole, užíváno ve spojení: Spinning the Bikes, Spinning Wheel /myšleno cyklistické kolo/, spin bicycle, out for a spin a mnoho dalších kombinací. Vývojem tohoto sportu se vyvíjelo i užívání slova spinning. V klasické cyklistice ho začaly nahrazovat slova riding, biking, cycling a slovo „spinning“ bylo příznačné užívat především pro jízdu na nepohyblivém kole, byť už se jednalo o klasické cyklistické kolo umístěné na podstavec, nebo na otáčející se válce známé také jako roller, nebo pro jízdu na prvních stacionárech a rotopedech.

Fenomén skupinových cvičení na stacionárním kole na přelomu 20. a 21. století přinesl řadu změn v tomto sportovním oboru, které měly výrazný vliv také na zařazení různých zmodernizovaných definicí spinningu do národních korpusů a slovníků. Zatímco veřejnost a dokonce i část odborné veřejnosti /lékaři, terapeuti, trenéři z různých sportovních oborů/ spinningem nazývají jakoukoliv jízdu na nepohyblivém kole /stacionární kolo, trenažér, rotopéd aj./, pak odborná veřejnost provozující přímo fitness se přiklání k definici „spinningu“, kterou označují jako skupinové cvičení pod vedením instruktora. Z odborné literatury a internetových zdrojů vyplývá, že se pohled na pravidla v podnikatelské sféře v mnoha aspektech různí. Naopak u laické veřejnosti je pohled na význam slova spinning obecnější, a tedy, víc ustálenější.

Dnes už většina výrobců kol a také franšízové řetězce společností jako Schwinn, Trixter X-Bike, Nautilus, Mad Dog Athletics, Inc., BodyBike, LeMond Fitness, Inc., Tomahawk a další, respektují společenské změny a nabízejí své produkty do pohodlí domova jednotlivcům s doprovodnými instrukcemi na DVD. V průběhu posledních 10 let se tedy inovovala také ona zmodernizovaná forma definice „spinningu“. Dnes není již pravdou, že se musí jednat pouze o spinning ve významu skupinového cvičení nebo cvičení pod dohledem instruktora, případně cvičení provozované pod tzv. střechou /indoor/ – tedy v sálech.

Universální definice „spinningu“ neexistuje, ale vlivem globalizace se postupně vytváří různé nastínění definicí, odrážející různé podoby pravidel, ať už dlouhodobě tradovaných či nově vytvořených. Každý současný provozovatel tohoto cvičení si uvědomuje, že je tvůrcem a současně i součástí tohoto stále vyvíjejícího se sportu a názvu či definice vůbec. Byť se jakkoli s vyvíjejícím sportem inovuje sama definice, přežívá stále jen konzervativní pojetí, které trvá na tradici, tj. že „spinning“ vystihuje skutečný děj dříve na pohybujícím se kole, nyní je nám přirozenější používání pro děj na nepohybujícím se kole. Bohužel, nelze vytvořit univerzální definici, která by spravedlivě vyhovovala podmínkám materiálního života společnosti. Každá definice vztahující se k tomuto sportu ovšem vychází ze slovního základu „spin“, který významem pro svou skoro až dokonalost napomáhá pojmout význam na mezinárodní úrovni.

Plně ustálený význam slova spinning v oblasti cyklistiky tedy je
a/ pojmenování pohybu, tedy oné činnosti, nohou vyvíjející točivý moment nebo
b/ pojmenování pohybu jednotlivých částí kola vyvíjející točivý moment.
Od něj se pak odvíjejí různé definice, které se mění s moderní dobou, která respektuje společenské změny a nebrání se jim. Knihy a odborná literatura, sdělovací média pak obsahují tu definici, která je pro tu konkrétní dobu příznačná a veřejnosti přirozená. 

## Popis Spinningu (sport)

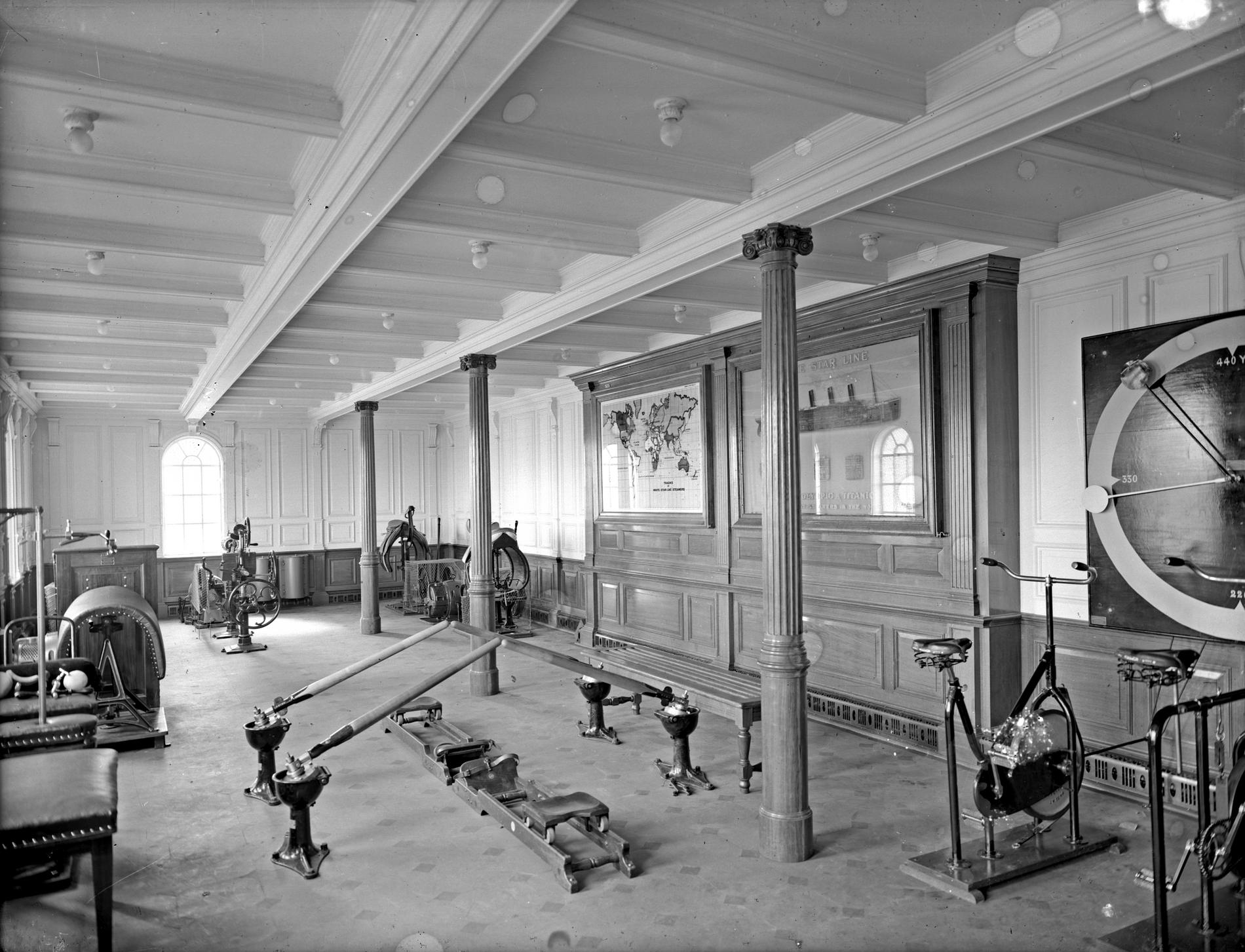
Fotografie posilovny na Titanicu se spinningovými koly, 1912

Spinning patří mezi aerobní cvičení, kdy si každý jezdec volí svou zátěž dle svých možností a cílů, tempo určuje rytmus hudby.
Tento mladý sport probíhá pod vedením lektorů, kteří jsou držiteli některého certifikačního plánu, například J.G.S.I. (Johnny G Spinning Instruktor) a podle tvrzení odborníků je nenáročný na koordinaci pohybů, nezatěžuje kloubní systém a jeho cílem je celkové procvičení svalů nohou, hýždí, paží a trupu.
Obzvláště velký důraz klade na techniku jízdy na kole. Získané návyky lze využít v terénu a to jak na kole silničním, tak horském kole.
Ve Spinningu existuje pět základních stylů jízdy a tři pozice rukou. Tím se, na rozdíl od typických skupinových cvičení, snižuje množství variací choreografie a techniky jsou proto neměnné.

### Typy terénů
Ve všech typech terénů simuluje Spinning dvě pozice – v sedle a ze sedla. Základní terény jsou různě kombinovány pomocí různých technik do situací, se kterými se lze setkat při jízdě venku. Uživatelé se nejprve učí sedět v rovině, použití kopce.
- roviny – zpravidla se jezdí s nízkou zátěží
- kopce – jsou simulovány použitím naopak těžší zátěže

Následují těžší úrovně:
- rovina ze sedla (running)
- kopec (kopec ze sedla) ve stoje

Po zdokonalení těchto dvou technik v sedle a ze sedla, následují:
- skoky
- sprint

V průběhu celého cvičení je ve Spinningu důležité rytmické uvolnění, efektivní šlapání, vizualizace a dýchání. Následuje důkladný strečink a relaxace.

## Spinner
Jízda na spinneru se od jízdy na kole liší v tom, že Spinner se nenaklání v zatáčkách dovnitř oblouku jako kolo. Spinner simuluje i setrvačnost.

### Díly Spinner
- rám – vytvořený z hliníkových trubek, které odolávají korozi
- sedlová trubka – díky kapkovitému tvaru a abecednímu značení si lze nastavit a zapamatovat výšku
- horizontální sedlová trubka – numerickým značením si jezdec může nastavit a zapamatovat předozadní pozici
- sedlo – anatomicky tvarované a s pružným skeletem
- řídítka – pokryta protiskluzovým povrchem a integrovaným držákem na dvě láhve
- sloupek řídítek – numerickým značením se dá nastavit zapamatovatelná výška řídítek
- pedály – oboustranné pedály, kompatibilní se systémem SPD – Shimano Pedaling Dynamics
- středové složení – větší a silnější ložiska, větší a silnější kliky, větší a silnější osa
- regulátor zátěže – umožní regulovat zátěž a zároveň slouží jako brzda

## Dýchání při Spinningu
Většina lidí nedýchá s efektivností potřebnou pro maximální sportovní výkon.[zdroj⁠?!] Rozlišují se dva druhy dýchání, a to brániční (hluboké) a hrudní (povrchové). Brániční dýchání je nejefektivnější způsob dýchání.[zdroj⁠?!] Při každém nádechu se bránice stahuje a tím nasaje vzduch do plic.
Převážná většina lidí dýchá do hrudníku, přičemž dochází ke zvednutí hrudního koše mezižeberními svaly. Tento proces je namáhavější, méně efektivní a zvyšuje tepovou frekvenci.[zdroj⁠?!]
Správné dýchání se provádí nádechem nosem a výdech pusou. Zpočátku se může dostavit pocit nedostatku vzduchu v plicích, ale postupem času se dýchání stává efektivnějším

## Šlápnutí
Při jízdě na běžném kole se často zabírá pouze směrem dolů, ale spinner umožňuje plynulý pohyb po celém kruhu. S klipsnami nebo nášlapnými pedály lze využít sílu v každém úseku šlápnutí a tím využít všechny dostupné svaly.[zdroj⁠?!]
Rychlost šlapání (kadence) lze měřit v počtu otáček za minutu (RPM – revolutions per minute). Kadenci ovlivňuje intenzita síly, kterou zabíráme do pedálů a velikost zvolené zátěže.
Při technice s nižší zátěží se využívá vysoké kadence (80–110 RPM), naopak při větší zátěži (v pozici kopec ze sedla, kopec v sedle) se používá kadence nižší (60–80 RPM).

## Pozice rukou při jízdě

### Pozice rukou číslo 1

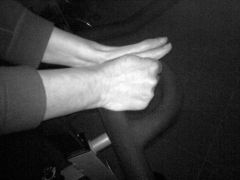
Pozice rukou č. 1

Tato pozice patří mezi nejběžněji používanou v pozici v sedle. Pěsti a lokty by měly svírat malý trojúhelník, lokty a ramena jsou stále uvolněná, prsty a palce se vzájemně dotýkají.

### Pozice rukou číslo 2

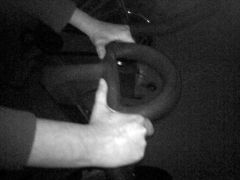
Pozice rukou č. 2

Pozici číslo dvě používáme při kopci v sedle, runningu, skocích a sprintech. Použitím této pozice docílíme vzpřímeného držení těla, které neomezí dýchání a zajistí stabilitu během jízdy.

### Pozice rukou číslo 3

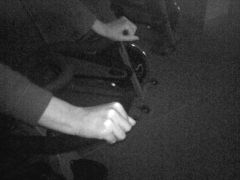
Pozice rukou č. 3

Pozice rukou tři se používá při jízdě do kopce ze sedla. Ruce jsou na koncích řídítek, dlaně směřují dovnitř a kotníky prstů ven.

## Správné nastavení kola
Kolo je možné nastavit ve třech směrech.
1. Nastavení výšky sedla – sedlo lze nejlépe nastavit v pozici, kdy se posadíte na nejširší část sedla a položíte polštářky chodidel na středy pedálů. Výška sedla se upravuje tak, aby v nejnižším bodě šlápnutí vznikl v koleni pětistupňový úhel. V nejnižším bodě šlápnutí, při správném nastavení výšky sedla, je noha natažená. Při šlapání by se koleno nemělo nikdy propnout.
2. Předozadní nastavení – pokud je správně nastavena tato pozice, jízda je pohodlnější, podporujete správné dýchání, chráníte kolena a šlapete efektivně. Paže by měly být mírně pokrčené v loktech. Čéška kolene přední nohy by měla být přímo nad středem pedálu, pokud jsou kliky kola nastaveny rovnoběžně se zemí.
3. Předozadní nastavení řídítek – toto nastavení lze použít pouze u vybraných spinnerů a umožňuje další možnost, jak dosáhnout pohodlné vzdálenosti řídítek od sedla.
4. Nastavení výšky řídítek – správné nastavení výšky řídítek zajišťuje pohodlnou pozici těla na kole a zabraňuje zbytečnému napětí v zádech. Velice důležité je v tomto případě brát zřetel na flexibilitu a zdravotní problémy.
5. Pedály – při jízdě na spinneru se nohy upevňují do klipsen nebo nášlapných pedálů, aby se během tréninku nemohly uvolnit. Tkaničky by měly být zastrčeny do bot. V případě použití klipsen, se snažte, aby polštářek chodidla spočíval na středu pedálu. Je to nejpevnější a nejefektivnější pozice. V druhém případě, při použití nášlapných pedálů je nutné zkontrolovat tuhost, neboli sílu vynutí, z důvodu správného umístění kufrů na tretrách

## Pozice při jízdě

### Základní pozice
1. Rovina v sedle – rovina v sedle je nejzákladnější technikou spinningu, a proto z něho vycházejí i všechny ostatní. Delší doba v této pozici pomáhá jezdci rozvíjet vytrvalost, fyzickou a psychickou sílu a odhodlání. Pozice se jezdí s vyšší frekvencí šlapání.
2. Kopec v sedle – kopec v sedle je simulován zvýšenou zátěží a těžiště by se mělo automaticky posunout na zadní část sedla, aby se maximalizovala efektivita šlapání. Pohyb šlapání by měl být úplný a plynulý. V této pozici se klient učí rozložit a rovnoměrně využít energii obou dolních končetin. Ruce jsou v pozici číslo 2.
3. Kopec ze sedla – kopec ze sedla je podněcující pokročilá technika, při které musí být dostatečně vysoká zátěž, aby frekvence šlapání byla střední. Tato technika je „pomalá“, ale namáhavá a měla by být zaváděna postupně, aby nedocházelo k zatížení Achillových šlach, kolen, kyčlí a beder. Ruce jsou v pozici číslo 3. I technika se šlapání je odlišná. Nohy nezabírají v kruhovém pohybu, ale nahoru a dolů jako písty. Toho lze dosáhnout pouze s dostatečnou zátěží. V při jízdě v kopci se posilují a rýsují svaly dolních končetin, rozvíjíte vazy a šlachy.
4. Rovina ze sedla (Running) – pozice ve stoje patří mezi základní spinning techniku. Při této pozici jezdec využívá celé své hmotnosti těla, kterou potřebuje ve vyšší zátěži. Díky setrvačnosti a přirozenému klesání a stoupání při každém šlápnutí, se klient zvedá a přitom šlape velmi lehkými, rytmickými záběry. Při této pozici se používá malá až střední zátěž s plnou kontrolou nad pedály. V rovině ze sedla je celá hmotnost rozložena v dolní polovině těla a ruce se jen nepatrně opírají v pozici rukou 2. Těžiště je nad pedály a hýždě se jen zlehka dotýkají špičky sedla. Trup je nakloněn mírně dopředu a při každém šlápnutí se pohybuje jemně ze strany na stranu.

### Mírně pokročilé pozice
1. Skoky – skoky se provádí opakovaným zvedáním těla ze sedla. Tento pohyb může být realizován dvěma způsoby:
  1. s neměnným tempem – zachovává se stejná frekvence šlapání při přechodu do sedla a ze sedla
  2. zvednutím se ze sedla s akcelerační silou a šlapáním ve vyšší frekvenci po určitý časový úsek
2. Sprint – sprint je pokročilá technika, ve které jezdec vyvine během krátkého intervalu vrcholný výkon, po kterém následuje snížení tepové frekvence. Sprint by neměl trvat déle než 30 sekund.

### Pokročilé pozice
Při těchto pozicích jezdec dosahuje vysoké tepové frekvence, z tohoto důvodu se tyto pozice jezdí až po několikaměsíčním tréninku.
1. Revize šlápnutí – v první fázi by se měl jezdec zabývat tvarem šlápnutí. Většina začínajících jezdců klade důraz pouze na sešlápnutí pedálu, ale zadní noha přitom odpočívá. V důsledku se začne snižovat výkon lýtka a zadní strany stehna. Jedna z možností jak zdokonalit úplné šlápnutí je technika.
2. Pins and Needles (Špendlíky a jehly) – technika „Pins and Needles“ umožní jezdci, aby se opět seznámil s tvarem šlápnutí a hlubokým soustředěním na techniku při zapojení mysli a těla zároveň. Opakované cvičení zefektivní kruhovou techniku šlapání.
3. Resistence Loading (Zvyšování zátěže) – zvyšováním zátěže se rozumí postupné přidávání zátěže při neměnné frekvenci šlapání. Toho lze dosáhnout:
  1. postupným přidáváním zátěže během jediného stylu jízdy – např. v kopci
  2. postupným přidáváním zátěže během série pohybů – např. při skocích
4. Cadence building (Zvyšování kadence) – zvyšováním kadence se rozumí postupně narůstající rychlost šlapání během jízdy s neměnnou úrovní zátěže.

Použití cadence building:
1. 1. udržujte pouze jeden styl jízdy a postupně zrychlujte v průběhu jedné nebo více skladeb
  2. střídejte techniky jízdy a postupně zvyšujte frekvenci šlapání
2. Running se zátěží – running se zátěží se od kopce ve stoje liší pozicí rukou a pohybem těla. Při runningu se zátěží (runningu v kopci) se používá střední zátěž a pozice rukou číslo 2. Těžiště zůstává nad středem otáčení a dochází jen k mírnému pohybu ze strany na stranu. Díky zvýšené intenzitě se rozvíjí kardiovaskulární a svalová vytrvalost.
3. Skoky v kopci – tento styl patří mezi intenzivní a vyčerpávající techniku stoupání. Pohyb je simulován obvyklé situace v kopcích na silnici:
  1. Utržení se z balíku – prudké zrychlení jako při závodech
  2. Překonání horských serpentin – tzv. udržení pohybové energie v nejstrmějším úseku ostré zatáčky
  3. Překonání vrcholu kopce – udržení pohybové energie na vrcholu kopce
4. Sprinty v kopci – sprinty v kopci lze provádět v sedle i ze sedla, ale v obou případech musí být zátěž vysoká. V sedle se používá pozice rukou 2 a ze sedla pozice 3. Při této technice se může zvýšit tepová frekvence a někteří jezdci nesprávně zatěžují kolena, proto je důležité postupovat opatrně…

### Co je při jízdě zakázáno
1. Používat jakékoliv posilovací náčiní
2. Držet se za jízdy pouze jednou rukou nebo vůbec – neplatí při doplňování tekutin
3. Opírat se předloktím o řídítka
  1. Příliš ohnuté boky a krční páteř je nepřirozeně ohnutá
  2. Bolesti hlavy, izolace horní poloviny těla
4. Mít během jízdy propnuté špičky – nebezpečí vzniku tuberositas tibiae (drsnatina holenní kosti)
5. Jezdit bez zátěže – s výjimkou zahřátí a zklidnění
6. Šlapat dozadu – hrozí uvolnění pedálů a vznik zranění
7. Jet bez sedla v průběhu lekce – sedlo slouží jako metodická pomůcka
8. Upravovat klientovi během lekce zátěž
9. Jet v sedle v pozici rukou 3
10. Protahovat se s nohou opřenou o řídítka
11. Kouření

## Aerospinning
V poslední době se objevují varianty klasického spinningu, které nejsou zaměřeny jen na klasickou cyklistickou přípravu, ale kombinují prvky fitness, spinningu a aerobiku se zřetelným důrazem na stejnoměrné zatížení všech částí těla. Klasickým reprezentantem je Aerospinning®.
Ovšem hlavním důvodem nepoužívání franšízové značky SPINNING® je zřejmý inovativní odklon od původních tréninkových cílů původního cvičení z 80. let minulého století. Součástí používání franšízové značky SPINNING® je povinnost pravidelného školení, dodržování původních stylů cvičení SPINNING® a mimo jiné používání specifické značky stacionárních kol SPINNER®, které jsou ovšem pro Aerospinning®, Real Ryder®, Kranking® a podobné směry jakožto nového pojetí indoor cyclingu naprosto nevhodné. Tito provozovatelé spinningu upřednostňují inovativní způsob, který odráží moderní dobu a nemusí se vázat na jednoho výrobce kol.